# 九〇式軽迫撃砲
九〇式軽迫撃砲（90しきけいはくげきほう）は、1931年（昭和6年）に仮制式された大日本帝国陸軍の迫撃砲である。

## 概要
ストークブラン式でない、臼砲に近い砲身後座式の短砲身火砲である。制式制定は行われたものの量産には至らなかった。
口径150mmであるが軽迫撃砲と言われるのは、攻城用火砲である各種重迫撃砲が存在していたため、それに対しての名称であると思われる。当然ながら歩兵部隊の装備する各種迫撃砲とは一線を画す重火器であった。全備重量530kg、輸送には分解のうえ馬もしくは人力を用いた。

## 開発
1920年（大正9年）ごろに開発が開始された。同年4月の研究で有翼弾を発射する滑腔砲砲身と導子付弾を発射する施条砲砲身の両方を比較試験し、最大射程、運搬、製造の面から導子付弾を使用することとなった。砲身長にも長短中の三種が考慮され、操砲の観点から中型砲身が採用された。
1920年（大正9年）6月1日に設計要領が上申され、これに基づいて試作が開始された。同年12月に大阪工廠にて試作砲が完成、竣工試験が春木射場で行われた。1921年（大正10年）3月と12月に同地で機能試験を行った。1922年（大正11年）10月の富津射場の試験では、重弾の銅帯の拡張が不良であることが確認されたために1923年（大正12年）11月にこの欠点を改修した試作砲が製造された。1924年（大正13年）3月伊良湖射場での試験中に腔発が発生し、砲が破壊された。
1925年（大正14年）3月に改修を施した試作砲が完成し、伊良湖射場で試験を開始した。性能と弾道性はおおむね良好で初期の性能に達した。同年9月、駐退器に改修を施した試作砲に故障が生じた。また、砲弾発射後、砲身内部に薬莢の蓋が砲腔内に残留し、再装填の邪魔となることがあった。これを除去するため、1927年（昭和2年）12月に弾薬試験、1928年（昭和3年）3月に弾道試験を行った。
1928年（昭和3年）5月には野戦砲兵学校に実用試験を委託。操砲、運動性、射撃などの試験が行われ機能は良好だった。このため1930年（昭和5年）10月に仮制式制定を上申、1931年（昭和6年）7月に九〇式軽迫撃砲として仮制式制定が決定された。

## 生産と配備
本砲は制式化されたが量産には移されなかった。また図面が90通作成されたが秘密取り扱い指定とされ、部隊には配布されず陸軍技術本部にて保管された。これは秘密保持のため、有事に生産配備する予定の兵器は図面を配布しないという方針からであった。部隊に現品を配備し、教育を必要とする兵器については図面が配布されたが、秘密兵器の配備状況は有事になるまで準備にとどまった。
試製砲を陸軍技術本部が保管していたが、満州事変に際して海軍上海陸戦隊に譲渡した。第二次上海事変の際、上海陸戦隊は合計8門の15cm迫撃砲を装備していたが、この一部あるいは全部が本砲であると思われる。

## 構造
本砲の外観は迫撃砲に似るが、砲身上部および下部に駐退復座機を備える。また現用の迫撃砲のように、脚と床板で砲身を支える形式は同様であるが、本砲の床板は脚の前方まで伸ばされ、脚と結合している。操砲は脚右側についた高低照準ハンドルおよび砲身下部についた方向照準ハンドルによって行われる。寸法は全長約1525mm（床板）、全幅1,274mm（床板）、砲身長771mm。全備重量は放列砲車あわせ530kgである。
本砲は以下の部品から構成された。
- 砲身

ストークブラン式の迫撃砲と異なったユニークな特徴を持つ。砲身は単肉で線条を施し、後尾に閉鎖器を有する。口径は15cm、砲身長は5口径、閉鎖器あわせ重量は105.7kgである。砲身前端からは砲弾を装填し、後尾の閉鎖器からは薬莢を装填する。薬室前端には中心孔のあけられた隔板があった。閉鎖機構は螺式（ネジと同様）で噛み合わせ閉鎖する。薬莢への点火は撃発式だった。
- 揺架

砲身と駐退器を結合した。駐退器と合わせた重量は122.9kgである。
- 駐退機

水圧式の駐退器、バネ式の復座機の二筒から構成される。砲身の上下に配置された。砲身後座長は30cm。
- 砲架

外観上、砲身の下部と揺架につなげられており、最下部が小架に接続されている。発砲の衝撃は砲架を介して小架、床板へ伝えられる。小架は床板（大架）と接続し、かつ砲身の移動機能をつかさどる。重量57.5kg。
- 小架

床板上に配置されており、砲架を受け止める。また砲身や駐退器などからなる上部合成体の移動機能をつかさどる。高低照準器と合わせた重量は73kg。
- 床板（大架）

I型の鋼板で組まれており、前部81.4kg、後部81.4kg。前部および後部を連結して用いる。発砲の垂直方向の衝撃を吸収するため地面に設置する。四隅に駐鋤を打ち込むためのリング（駐鐶）が設けられた。
- 高低・方向照準器

高低はハンドルを介して脚が伸縮し、砲身を俯仰させる。これと射角板が付属した。方向照準は、ハンドルを介して歯弧歯輪装置に動力が入力されると砲身が左右に移動する。砲身が移動すると、床板前部に配置された角度板（方向分画板）により砲身の方向が示される。砲の射界は高低射界45度から80度、方向射界は左右各20度である。
- 照準具

パノラマ式の眼鏡を砲左側に備えた。
- 駐鋤

重量40kg。発砲の際に加わる水平方向の反動を押さえ、砲が動かなくするための杭である。状況に応じて地面へ打ち込まれた。熟練砲兵は本砲の布置・撤去作業を2分から3分で行った。
- 車輪

遠距離運搬のための装備である。砲の前部床板に車輪を装備するための横棒が設けられており、砲と車輪を結合して馬・人力で輸送した。中径は1m、轍間距離1m。車輪1個は重量32.3kg。
性能要求としては分解と結合が容易に行えること、人力で運搬できること、砲撃するために準備を整えるのが簡単であることが求められた。こうした運動は歩兵に付随して行えることを目的としている。設計要領では、民間の工場で簡単に製作できるよう設計が考慮された。
運搬法は馬による牽引、または臂力牽引とした。状況に応じて幾つかの部品毎に分解し、輸送する。人力搬送時の分解部品重量は120kg以下であった。専用の二輪車に搭載した際（繋駕状態）の運動性は、硬い土、路上ではおおよそ四一式山砲と同等だった。平坦地では駆歩により一度に数百メートル進出できた。繋駕状態から射撃状態（砲列布置）に要する時間は、熟練砲手の場合2分から3分がかかった。分解結合には3分が必要だった。

## 砲弾
設計要領において軽重の2種類が追求された。軽弾は全備弾量20kg、炸薬量5kgで最大射程は1,700m以上、最小では約300mである。重弾は全備40kg、炸薬量10kgで、最大射程は800m、最小射程は300mである。
1932年（昭和7年）には九〇式榴弾が制定された。この砲弾は装薬分離式で、全長425mm、全幅149.8mm、前端に信管を装着した。弾量は20kg、炸薬5.66kgを内蔵する。砲弾の射撃には薬莢内部に薬包を重ねて使用する。薬莢は起縁式で前端直径が78.9mm、後端が79.6mmとわずかにテーパーしており、リムを合わせると直径は85.6mmである。装薬には無煙小銃薬を使用した。一号装薬の場合、下部から62g、6g、12g、26g、62gの薬包を薬莢へ収容し射撃する。
薬量は一号168g、二号106g、三号80g、四号68g、五号62gが用いられた。初速はそれぞれ163m/s、122m/s、100m/s、88m/s、81m/sである。射程は2,000mから400m。